# Cleantiella isopus
Cleantiella isopus là một loài chân đều trong họ Idoteidae. Loài này được Miers miêu tả khoa học năm 1881.